# نيورومانتيك (فلسفة)
النيورومانتيك أو العصبية (بالإنجليزية: Neuromantic) هو مفهوم فلسفي حدده عالم الأنثروبولوجيا براد شور بأنه الإطار العقلي السيبراني بين عشاق الكمبيوتر المتحمسين. يظهر هؤلاء عندما يختبر هؤلاء الأفراد ما أسماه مايكل هايم "التزامن الشامل للحضور الشامل".

## مفهوم
يعد مفهوم النيورومانتيك جزءًا من خطاب براد شور حول الأبعاد المعرفية المتجسدة للتحول الثقافي الناتج عن ظهور معالجة الكلمات، والتي أكد أنها تغلبت على القيود المكانية للنص المكتوب حيث "يمكن دمج وحدات النص، وإعادة تشكيلها، وتقليلها، وتوسيعها" أو إلحاقها أو حذفها من وحدات أخرى بلمسة إصبع."
أشار براد شور إلى أن ظاهرة النيورومانتيك كانت رؤية لمارتن هايدجر لأنها تثير العاطفة التي تم تحديدها أيضًا على أنها دافع فريد من نوعه في العالم الحديث. يشرح براد شور أن "حس التمكن من الموارد اللغوية الذي تمنحه معالجة النصوص للمستخدم ذي الخبرة يرتبط ارتباطًا وثيقًا بفكرة هايدجر عن التأطير (Bestellen)، وهو إخضاع العالم لإرادة الإنسان الذي اعتبره هايدجر سمة من سمات كل التكنولوجيا الحديثة."
هناك مصادر تدعي أن مفهوم النيورومانتيك لا يقتصر على عشاق الكمبيوتر فقط. على سبيل المثال، هناك ما يسمى بالخيال العصبي الذي يلهم المهندسين المعماريين. هنا، يشتعل الإطار العقلي السيبراني بمفهوم "الطبيعة الثالثة"، التي يشغلها أولئك الذين لا يسكنون التضاريس الفعلية التي نعيش ونعمل ونلعب فيها، بل يسكنون الفضاء الافتراضي لتدفقات الوسائط التي تدخل "غير واعي". وفقًا لروان ويلكن، تفضل الهندسة المعمارية العصبية الواقعية في الحواس التقنية المكانية والفلسفية، فضلاً عن عدم الارتباط بالواقع الفعلي والأسئلة المتعلقة بالمكان والمجتمع.

## أنظر أيضًا
- التركيز (علم النفس)